# Kerk van Østofte
De Kerk van Østofte (Deens: Kirke Østofte) is een kerkgebouw van de Deense Volkskerk in Nørreballe op het Deense eiland Lolland en werd gebouwd rond het jaar 1345.

## Geschiedenis

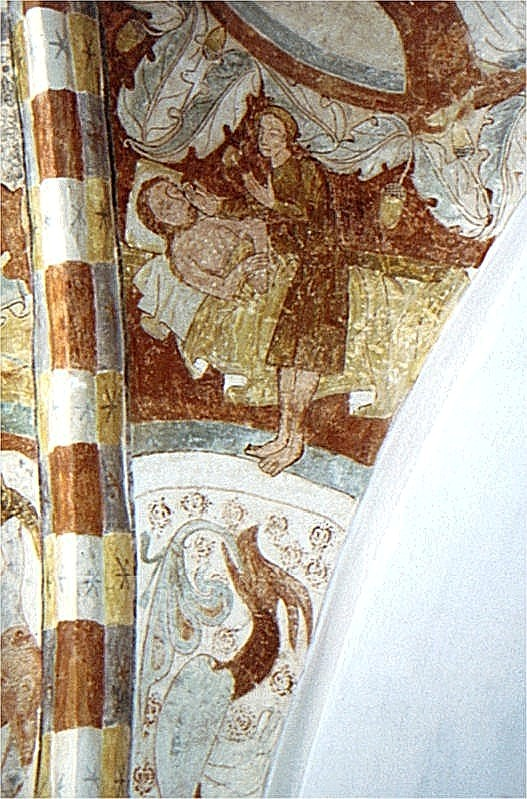
Fresco van Seth bij het doodsbed van Adam

De oorspronkelijk aan Petrus gewijde kerk werd rond 1345 van rode baksteen gebouwd. Het schip, koor en de apsis zijn nog laatromaans, terwijl de toren met de piramidevormige spits, de hoeklisenen en hoge gotische vensters samen met het portaal (tegenwoordig kapel) de gotisch vertegenwoordigen. In het midden van de jaren 1600 werd aan de noordelijke kant een groot transept toegevoegd. De noordelijke en zuidelijke toegang in het kerkschip werden dichtgemetseld, terwijl de oorspronkelijke rondboogramen werden vergroot of als blindnissen bewaard bleven.
De kerk werd in 1440 door koning Christoffel III van Denemarken overgedragen aan het Birgittinessenklooster in Maribo. Na de reformatie behield het klooster nog enige tijd de status van convent voor ongehuwde vrouwen en bleef de kerk in eigendom van het convent. In 1621 werden de gebouwen overgedragen aan de Sorø Academie om daarna in 1687 in particuliere handen over te gaan. De kerk werd ten slotte in 1911 een autonome kerk.

## Interieur
In de 14e eeuw kregen het kerkschip en het koor een stergewelf, terwijl de apsis het oude koepelgewelf behield. Het barokke altaarstuk (gedateerd 1674) met een centrale voorstelling van het Laatste Avondmaal is een werk van de beeldhouwer Henrik Werner uit Maribo. De preekstoel in kwabstijl uit circa 1650 met reliëfs van vrouwen aan de kuip die Geloof, Hoop en Liefde voorstellen is van dezelfde maker. Het doopvont is een moderne kopie uit 1917 van een romaans granieten doopvont.
Tijdens een onderzoek in 1908 werden er in het koor en de apsis fresco's ontdekt. Ze werden in 1913 door E. Rothe gerenoveerd. Een genadestoel in de apsis uit circa 1300 werd per ongeluk verwijderd, maar de andere fresco's bleven tot op de dag van vandaag uitzonderlijk goed bewaard. De muurfresco's in de apsis zijn fragmentarisch, maar de fresco's in het koor zijn zeer gedetailleerd en tonen o.a. voorstellingen uit het Scheppingsverhaal, het Jongste Gericht en een zestiental draken.